# トルベン・ウルリッヒ

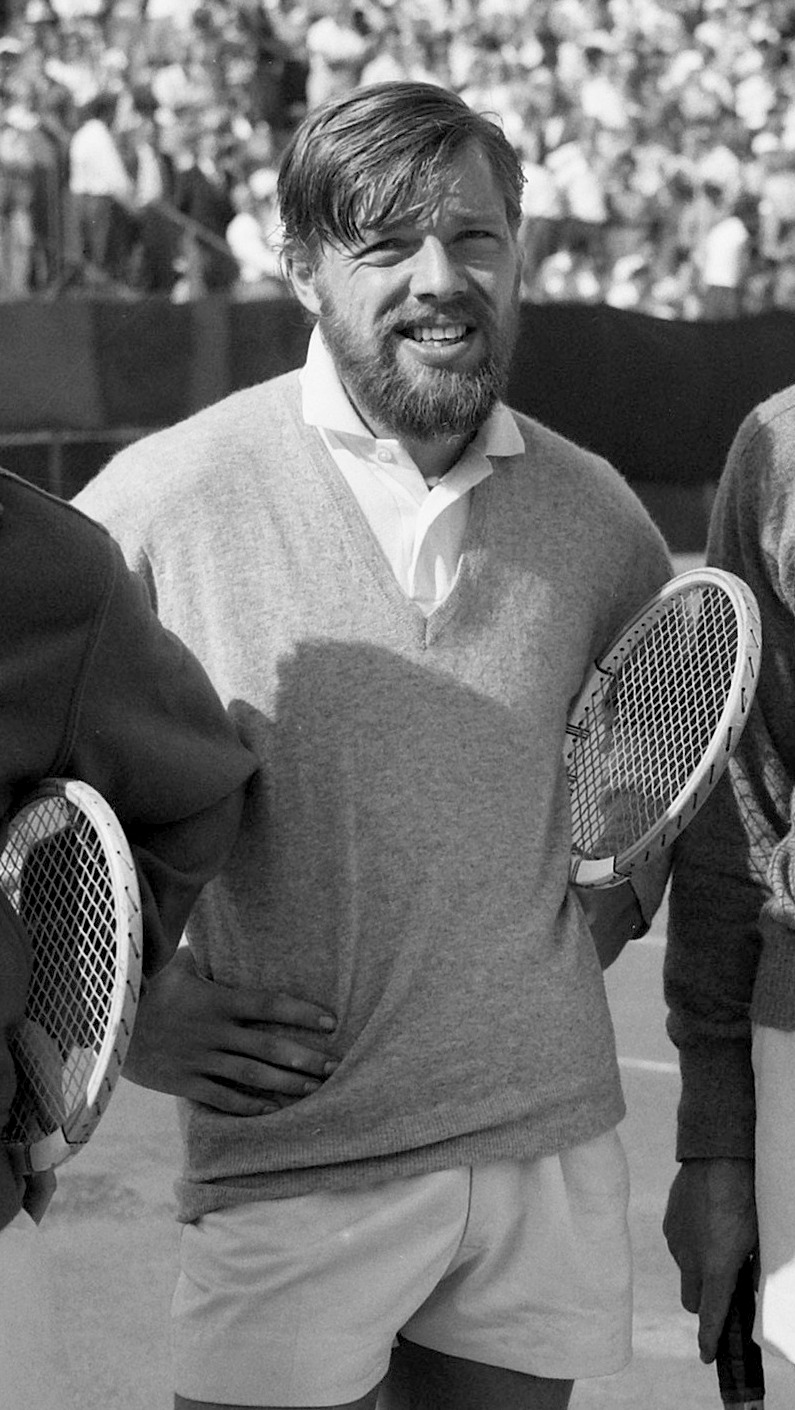
1957年

トルベン・ウルリッヒ（Torben Ulrich、1928年10月4日 - 2023年12月20日）は、デンマークの男子テニス選手。彼は1940年代末から1970年代まで、デンマークを代表するテニス選手として長期間にわたり活動を続け、とりわけ団体戦のデビスカップでクルト・ニールセンと組んで優れた成績を出した。左利きの選手で、体格は身長180cm・体重68kgほどであった。テニス経歴と並行して1940年代からジャズ・ミュージシャンとしても活動していた。

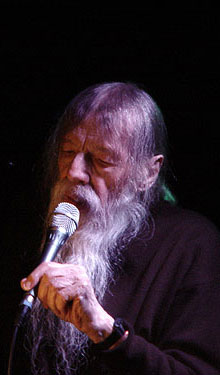
2015年

のちに家族とともにアメリカ合衆国・ワシントン州シアトルに在住し、音楽・映画監督・著述・絵画などで多方面の活動を行った。ヘヴィメタルバンド「メタリカ」のドラマーであるラーズ・ウルリッヒは、トルベンの息子である。
2023年12月20日に死去。21日に息子のラーズはインスタグラムでトルベンが死去したことを発表した。95歳没。